# 尼日利亚菜

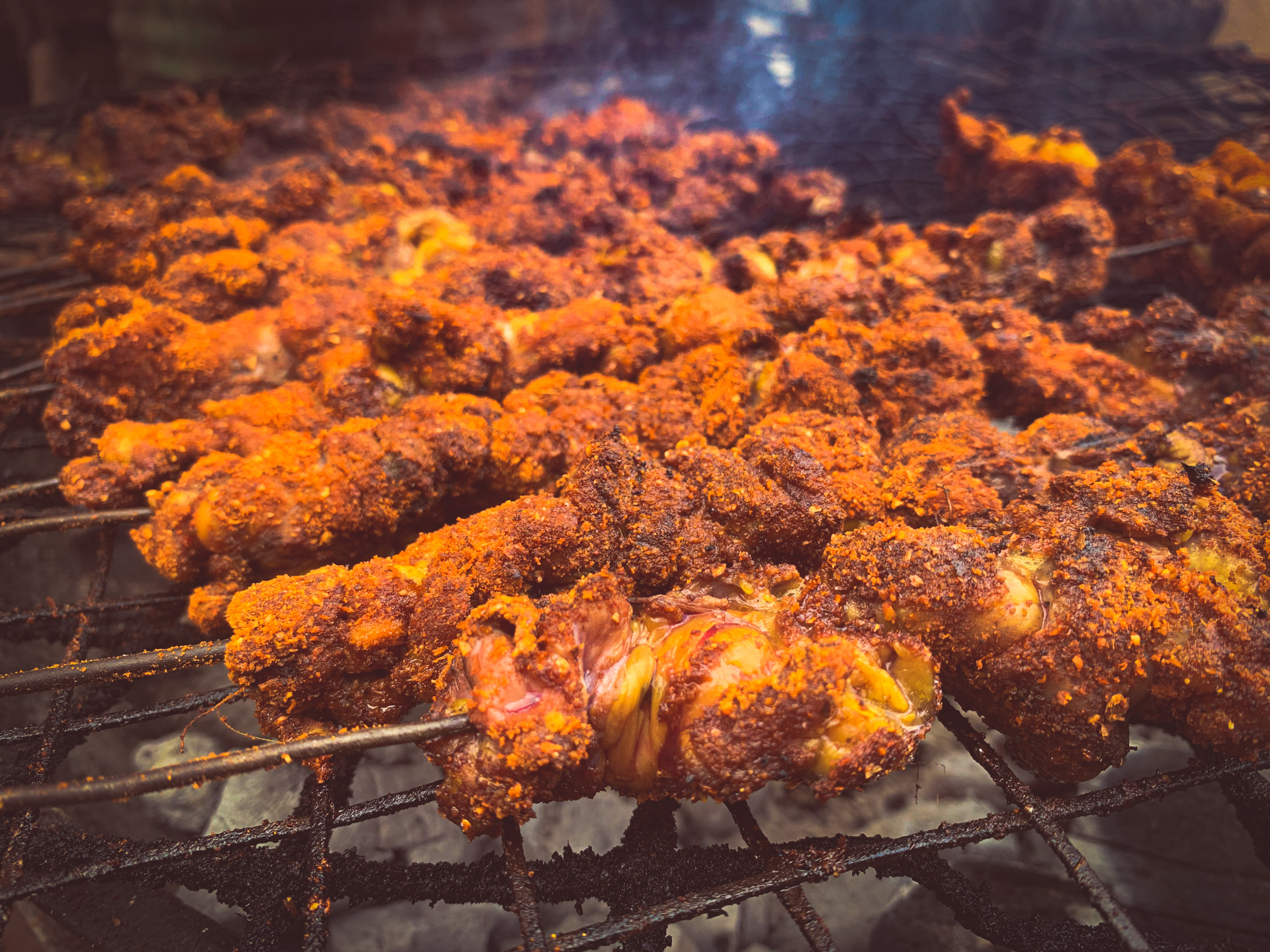
苏亚是奈及利亞的代表性菜餚之一

尼日利亚菜是指尼日利亚當地的飲食，尼日利亚菜由数百个當地民族的飲食組成。与其他西非飲食一样，當地人會用香辛料、香草、棕櫚油或花生油来制作醬汁和汤。尼日利亚菜和许多西非飲食一样，以辛辣而闻名。
尼日利亚當地人會吃燒烤以及油炸小吃。尼日利亚人也吃丛林肉，例如不少當地人就愛吃非洲帚尾豪猪和蔗鼠的肉。
不少尼日利亚人愛吃菠萝、椰子、香蕉和芒果等热带水果。